# Маклеод, Сара
Са́ра Макле́од (Макла́уд; англ. Sarah McLeod; род. 18 июля 1971, Путаруру, Новая Зеландия) — новозеландская актриса.

## Биография
Сара МакЛеод родилась 18 июля 1971 года в Путаруру (Новая Зеландия).
Сара дебютировала в кино в 1994 году, сыграв роль женщину в доме-интернате в фильме «Последнее тату». В трилогии «Властелин колец» она исполнила небольшую роль возлюбленной Сэмуайза Гэмджи. Всего МакЛеод сыграла в 14-ти фильмах и телесериалах. В 2010 году она была судьёй на реалити-шоу «Топ-модель по-американски».
Сара состояла в фактическом браке с мужчиной по фамилии Риера. У бывшей пары есть двое дочерей — Мейси МакЛеод-Риера (род.25.05.1999) и Лола МакЛеод-Риера (род. в 2000-х).

## Фильмография
| Год       |     | Русское название                    | Оригинальное название                             | Роль                     |
| --------- | --- | ----------------------------------- | ------------------------------------------------- | ------------------------ |
| 1994      | ф   | Последнее тату                      | The Last Tattoo                                   | женщина в доме-интернате |
| 1995      | кор | Разговор                            | The Conversation                                  | Хир                      |
| 1995      | тф  | Забытое серебро                     | Forgotten Silver                                  | Мэй Белль                |
| 1996      | с   | Будь собой                          | Get Real                                          | женщина                  |
| 1998      | ф   | Через спутник                       | Via Satellite                                     | диктор 6 канала          |
| 1999      | с   | Поворот в рассказе                  | A Twist in the Tale                               | Никки                    |
| 2001      | ф   | Властелин колец: Братство Кольца    | The Lord of the Rings: The Fellowship of the Ring | Рози Коттон              |
| 2003      | ф   | Властелин колец: Возвращение короля | The Lord of the Rings: The Return of the King     | Рози Коттон              |
| 2003      | ф   | Кожа и кость                        | Skin & Bone                                       | Кэт                      |
| 2006      | с   | Ангелы войны                        | Doves of War                                      | Грейс Лоуренсон          |
| 2007      | ф   | Мы здесь, чтобы помочь              | We're Here to Help                                | Лиз Гревилл              |
| 2008—2009 | с   | Шортланд-стрит                      | Shortland Street                                  | Синди Уотсон             |
| 2010      | ф   | Хью и Хек                           | Hugh and Heke                                     | Джоан Херкурт            |
| 2012      | с   | Изумление Окленда                   | Auckland Daze                                     | Сара                     |